# Europawahl im Vereinigten Königreich 2004
- GUE/NGL: 1
- SPE: 19
- G/EFA: 5
- ALDE: 12
- EVP-ED: 28
- NI: 1
- I/D: 12

- SF: 1
- Labour: 19
- Plaid: 1
- Greens: 2
- SNP: 2
- LibDem: 12
- UUP: 1
- Cons.: 27
- DUP: 1
- UKIP: 12

Die Europawahl im Vereinigten Königreich 2004 fand am 10. Juni 2004 statt. Sie war Teil der Europawahl 2004, der sechsten Direktwahl des Europäischen Parlaments. Im Vereinigten Königreich wurden 78 der 732 Europaabgeordneten gewählt.

## Wahlsystem
Die Wahl erfolgte nach dem Verhältniswahlrecht in zwölf Wahlbezirken, nämlich den neun Regionen Englands sowie Schottland, Wales und Nordirland. Während die englischen, schottischen und walisischen Wahlbezirke das D’Hondt-Verfahren anwenden, gilt in Nordirland das Verfahren der übertragbaren Einzelstimmgebung.

## Wahlergebnis

### Vereinigtes Königreich
| Partei | Partei                               | Stimmen    | Prozent | ±    | Mandate | ±   | Fraktion                |
| ------ | ------------------------------------ | ---------- | ------- | ---- | ------- | --- | ----------------------- |
|        | Conservative Party                   | 4.397.090  | 25,9 %  | −7,6 | 27      | −9  | Europäische Volkspartei |
|        | Labour Party                         | 3.718.683  | 21,9 %  | −4,4 | 19      | −10 | Sozialistische Fraktion |
|        | UK Independence Party                | 2.650.768  | 15,6 %  | +9,1 | 12      | +9  | Unabhängige Fraktion    |
|        | Liberal Democrats                    | 2.452.327  | 14,4 %  | +2,6 | 12      | +2  | ALDE-Fraktion           |
|        | Green Party of England and Wales     | 948.588    | 5,6 %   | +0,3 | 2       | ±0  | Grüne Fraktion          |
|        | BNP                                  | 808.201    | 4,8 %   | +3,8 | 0       | -   | -                       |
|        | Respect                              | 252.216    | 1,5 %   | Neu  | 0       | -   | -                       |
|        | Scottish National Party              | 231.505    | 1,4 %   | −1,2 | 2       | ±0  | Grüne Fraktion          |
|        | Unabhängige                          | 209.930    | 1,2 %   | Neu  | 0       | -   | -                       |
|        | Democratic Unionist Party            | 175.761    | 1,0 %   | −0,8 | 1       | ±0  | Fraktionslos            |
|        | Plaid Cymru                          | 159.888    | 0,9 %   | −0,8 | 1       | −1  | Grüne Fraktion          |
|        | Sinn Féin                            | 144.541    | 0,9 %   | −0,3 | 1       | +1  | Linke Fraktion          |
|        | English Democrats                    | 130.056    | 0,8 %   | Neu  | 0       | -   | -                       |
|        | Liberal Party                        | 96.325     | 0,6 %   | −0,3 | 0       | -   | -                       |
|        | Ulster Unionist Party                | 91.164     | 0,5 %   | −0,6 | 1       | ±0  | Europäische Volkspartei |
|        | Social Democratic and Labour Party   | 87.559     | 0,5 %   | −1,3 | 0       | −1  | -                       |
|        | Scottish Green Party                 | 79.695     | 0,5 %   | −0,1 | 0       | -   | -                       |
|        | Scottish Socialist Party             | 61,356     | 0,4 %   | ±0,0 | 0       | -   | -                       |
|        | Christian Peoples Alliance           | 56.771     | 0,3 %   | Neu  | 0       | -   | -                       |
|        | Senior Citizens Party                | 42.861     | 0,3 %   | Neu  | 0       | -   | -                       |
|        | Countryside Party                    | 42.107     | 0,2 %   | Neu  | 0       | -   | -                       |
|        | Pensioners Party                     | 33.501     | 0,2 %   | Neu  | 0       | -   | -                       |
|        | Christian Vote                       | 21.056     | 0,1 %   | Neu  | 0       | -   | -                       |
|        | ProLife Alliance                     | 20.393     | 0,1 %   | Neu  | 0       | -   | -                       |
|        | Forward Wales                        | 17.280     | 0,1 %   | Neu  | 0       | -   | -                       |
|        | People's Party for Better Government | 13.776     | 0,1 %   | Neu  | 0       | -   | -                       |
|        | Peace Party                          | 12.572     | 0,1 %   | Neu  | 0       | -   | -                       |
|        | Socialist Environmental Alliance     | 9.172      | 0,1 %   | Neu  | 0       | -   | -                       |
|        | Common Good                          | 8.650      | 0,1 %   | Neu  | 0       | -   | -                       |
|        | Scottish Wind Watch                  | 7.255      | 0,0 %   | Neu  | 0       | -   | -                       |
|        | Christian Democratic Party           | 6.821      | 0,0 %   | Neu  | 0       | -   | -                       |
|        | Green Party in Northern Ireland      | 4.810      | 0,0 %   | Neu  | 0       | -   | -                       |
| Wähler | Wähler                               | 16.992.674 |         |      |         |     |                         |

#### Großbritannien
| Partei | Partei                               | Stimmen    | Prozent | ±    | Mandate | ±   | Fraktion                |
| ------ | ------------------------------------ | ---------- | ------- | ---- | ------- | --- | ----------------------- |
|        | Conservative Party                   | 4.397.090  | 26,7 %  | −9,0 | 27      | −9  | Europäische Volkspartei |
|        | Labour Party                         | 3.718.683  | 22,6 %  | −5,4 | 19      | −10 | Sozialistische Fraktion |
|        | UK Independence Party                | 2.650.768  | 16,1 %  | +9,2 | 12      | +9  | Unabhängige Fraktion    |
|        | Liberal Democrats                    | 2.452.327  | 14,9 %  | +2,3 | 12      | +2  | ALDE-Fraktion           |
|        | Green Party of England and Wales     | 948.588    | 5,8 %   | +0,1 | 2       | ±0  | Grüne Fraktion          |
|        | BNP                                  | 808.201    | 4,9 %   | +3,9 | 0       | -   | -                       |
|        | Respect                              | 252.216    | 1,5 %   | Neu  | 0       | -   | -                       |
|        | Scottish National Party              | 231.505    | 1,4 %   | −1,3 | 2       | ±0  | Grüne Fraktion          |
|        | Unabhängige                          | 173.660    | 1,3 %   | Neu  | 0       | -   | -                       |
|        | Plaid Cymru                          | 159.888    | 1,0 %   | −0,9 | 1       | −1  | Grüne Fraktion          |
|        | English Democrats                    | 130.056    | 0,8 %   | Neu  | 0       | -   | -                       |
|        | Liberal Party                        | 96.325     | 0,6 %   | −0,3 | 0       | -   | -                       |
|        | Scottish Green Party                 | 79.695     | 0,5 %   | −0,1 | 0       | -   | -                       |
|        | Scottish Socialist Party             | 61,356     | 0,4 %   | ±0,0 | 0       | -   | -                       |
|        | Christian Peoples Alliance           | 56.771     | 0,3 %   | Neu  | 0       | -   | -                       |
|        | Senior Citizens Party                | 42.861     | 0,3 %   | Neu  | 0       | -   | -                       |
|        | Countryside Party                    | 42.107     | 0,3 %   | Neu  | 0       | -   | -                       |
|        | Pensioners Party                     | 33.501     | 0,2 %   | Neu  | 0       | -   | -                       |
|        | Christian Vote                       | 21.056     | 0,1 %   | Neu  | 0       | -   | -                       |
|        | ProLife Alliance                     | 20.393     | 0,1 %   | Neu  | 0       | -   | -                       |
|        | Forward Wales                        | 17.280     | 0,1 %   | Neu  | 0       | -   | -                       |
|        | People's Party for Better Government | 13.776     | 0,1 %   | Neu  | 0       | -   | -                       |
|        | Peace Party                          | 12.572     | 0,1 %   | Neu  | 0       | -   | -                       |
|        | Common Good                          | 8.650      | 0,1 %   | Neu  | 0       | -   | -                       |
|        | Scottish Wind Watch                  | 7.255      | 0,0 %   | Neu  | 0       | -   | -                       |
|        | Christian Democratic Party           | 6.821      | 0,0 %   | Neu  | 0       | -   | -                       |
| Wähler | Wähler                               | 16.443.397 |         |      |         |     |                         |

#### Nordirland
| Partei | Partei                             | Erstpräferenzen | Anteil | ±     | Sitze | ±  | Fraktion                |
| ------ | ---------------------------------- | --------------- | ------ | ----- | ----- | -- | ----------------------- |
|        | Democratic Unionist Party          | 175.761         | 31,9 % | +3,5  | 1     | ±0 | Fraktionslos            |
|        | Sinn Féin                          | 144.541         | 26,3 % | +9,0  | 1     | +1 | Linke Fraktion          |
|        | Ulster Unionist Party              | 91.164          | 16,6 % | −1,0  | 1     | ±0 | Europäische Volkspartei |
|        | Social Democratic and Labour Party | 87.559          | 15,9 % | −12,2 | 0     | −1 | -                       |
|        | Unabhängiger                       | 36.270          | 6,6 %  | Neu   | 0     | -  | -                       |
|        | Socialist Environmental Alliance   | 9.172           | 1,6 %  | Neu   | 0     | -  | -                       |
|        | Green Party in Northern Ireland    | 4.810           | 0,9 %  | Neu   | 0     | -  | -                       |
| Wähler | Wähler                             | 549.277         |        |       |       |    |                         |